# Marcin Mostowski
Marcin Mostowski (ur. 23 lutego 1955 w Warszawie, zm. 28 października 2017 w Żyrardowie) – polski filozof, logik. Bratanek Andrzeja Mostowskiego.

## Życiorys
Studia filozoficzne na Uniwersytecie Warszawskim, uzupełnione wybranymi przedmiotami na matematyce teoretycznej UW, odbył w latach 1976–1980 i zakończył pracą magisterską O przekładzie pewnych logik na teorie w języku logiki klasycznej (promotor: dr hab. Lesław Szczerba). Doktorat O statusie praw logiki obronił w 1985 w Instytucie Filozofii Uniwersytetu Warszawskiego (promotor dr hab. Barbara Stanosz). Habilitował się w 1996 na podstawie dorobku naukowego oraz rozprawy Systemy dowodzenia i niestandardowe semantyki dla języków z kwantyfikatorami rozgałęzionymi, na którą złożyły się wyniki trzech prac:
- Relational Semantics for Branched Quantifiers, w: Mathematical Logic and its Applications (red. D. G. Skordev), Plenum Press 1987, str. 315-322;
- Kwantyfikatory rozgałęzione a problem formy logicznej, w: Nauka a język (red. M. Omyła), Wydawnictwa Wydziału Filozofii i Socjologii 1994, str. 201 – 242;
- Quantifiers Definable by Second Order Means, w: Quantifiers: Logics, Models and Computations, vol. 2 (ed. M. Krynicki, M. Mostowski, L. W. Sczerba), Kluwer Ac. Pub. 1995, str. 181 – 214.

Był profesorem nadzwyczajnym w Instytucie Filozofii Wydziału Filozofii i Socjologii Uniwersytetu Warszawskiego, w Katedrze Filozofii Wydziału Edukacyjno-Filozoficznego Akademii Pomorskiej w Słupsku, w Instytucie Informatyki Stosowanej Państwowej Wyższej Szkoły Zawodowej w Elblągu oraz w Instytucie Filozofii Wydziału Filozoficznego Uniwersytetu Jagiellońskiego.
Zajmował się głównie logiką matematyczną, ze szczególnym uwzględnieniem teorii modeli skończonych, logiczną teorią języka naturalnego, filozofią matematyki, argumentacją etyczną.
Zmarł 28 października 2017. Został pochowany na cmentarzu Parafii Ewangelicko-Augsburskiej w Żyrardowie.